# 1206 هـ
1206 هـ هي سنة في التقويم الهجري امتدت مقابلةً في التقويم الميلادي بين سنتي 1791 و1792.

## أحداث
- الإمام سعود بن عبد العزيز بن محمد يجتاح واحات شرقي الجزيرة ويحتل القطيف.

## مواليد
- إغناطيوس جويدي
- عبد الخالق اليزدي

## وفيات
- إبراهيم كتخدا السناري
- الوحيد البهبهاني
- محمد بن علي الصبان.
- محمد بن عبد الوهاب.